# Акустичний імпеданс
Акусти́чний імпеда́нс (англ. impedance від лат. impedio —  перешкоджаю ) — комплексний акустичний опір середовища, що являє собою відношення комплексних амплітуд звукового тиску до коливальної об'ємної швидкості.

## Загальне поняття
Акустичний імпеданс або комплексний акустичний опір середовища за своєю суттю характеризує опір, який середовище чинить на поверхню, що коливається, наприклад, на конус гучномовця. Поняття введено за аналогією з електричним імпедансом. Являє собою відношення комплексних амплітуд звукового тиску до коливальної об'ємної швидкості частинок середовища, яку обчислюють як добуток, усередненої по площі швидкості коливань частинок середовища і площі, для якої визначається акустичний імпеданс.
У загальному випадку, акустичний імпеданс виражається як: {\displaystyle Z_{a}=R_{a}+iX_{a}}, де {\displaystyle i} — уявна одиниця.
Дійсна частина — {\displaystyle R_{a}}, так званий активний акустичний опір, визначається дисипацією енергії в найакустичнішій системі і втратами на випромінювання звуку. Уявна частина — {\displaystyle X_{a}}, так званий реактивний акустичний опір, є наслідком наявності в акустичній системі сил пружності або інерції мас. Тому реактивний опір буває пружним або інерційним.
Одиницею вимірювання акустичного імпедансу в системі SI є — 1 Па∙с/м³. Її застаріла назва — акустичний ом.

## Практичне значення
У практичному аспекті, обчислення акустичного імпедансу випромінювачів, звуководом і приймачів, дозволяє, підлаштовуючи їх конструкцію і підбираючи матеріали, за рахунок зниження втрат звукової енергії, підняти ККД всій системі, що передає звук або окремих її частин.